# Claude VonStroke
Claude VonStroke, de son vrai nom Barclay Crenshaw, est un DJ et producteur de house originaire de Détroit. Il est à la tête des labels Dirtybird et Mothership, basés à San Francisco. En 2016 il s'associe avec Green Velvet pour fonder le duo au nom de Get Real.

## Discographie

### Albums
- 2006 Beware of the Bird
- 2009 Bird Brain
- 2013 Urban Animal